# 六號里默敦鎮區 (北卡羅萊納州卡貝勒斯縣)
六號里默敦鎮區（英語：Township 6, Rimertown）是位於美國北卡羅萊納州卡貝勒斯縣的一個鎮區。

## 地方資料
六號里默敦鎮區的面積為66.30平方千米，皆為陸地。根據2020年美國人口普查的數據，當地共有人口2223人，而人口密度為每平方千米33.53人。